# C1000 presents yuumiのLOVELY DAY
C1000 presents yuumiのLOVELY DAY（シーセン プレゼンツ ユウミ- ラブリー デイ）は、2006年10月1日から2008年9月28日まで静岡エフエム放送（K-MIX）で日曜8:30 - 8:55に放送されていたラジオ番組である。
K-MIXを含め、JFN系列11局で放送されていた。

## 出演者
- yuumi - シンガー、ラジオパーソナリティ等
現・ソロユニット「unistyle」で活動中。

## 提供
- C1000（ハウスウェルネスフーズ） - yuumi自身がC1000のCMソングを歌唱していた。

## ネット局
- 静岡エフエム放送（K-MIX・制作局）日曜8:30 - 8:55）
放送では「TOKYO FMをキーステーションに…」と言っているが、メッセージの宛先はK-MIXとなっていた。
- エフエム東京（TOKYO FM）日曜8:30 - 8:55
- エフエム大阪（fm osaka）日曜9:30 - 9:55
- エフエム愛知（FM AICHI）日曜9:30 - 9:55

過去
以下、いずれも2008年3月末をもって打ち切り。これにより11局ネットから4局ネットに大幅に縮小された。
- AIR-G'
- Date fm
- FM-NIGATA
- HELLO FIVE
- HFM
- be fine 786
- エフエム福岡

## コーナー
- YUUMIのビタミンソング - おすすめ曲を紹介

など

## 第1回放送
初回放送の2006年10月1日が日曜日であったため、土曜日放送の地域では第1回が放送されなかった。
番組内では第1回放送を「プレ放送」としており、「来週から9局ネット（当時）で…」としていた。